# 한국대학홍보협의회
한국대학홍보협의회(KUPA)(韓國大學弘報協議會, Korea Universties PR Association- KUPA)는 대한민국 교육부 산하 한국대학교육협의회의 대학교 전문직 교직원의 협의체 단체 중의 하나이다.
1997년 7월 11일 한국대학교육협의회 고등교육연수원에서 한국대학홍보협의회로 출범하였다. 한국대학의 홍보업무 발전과 국내외적으로 대학의 경쟁력 제고를 위하여 권역별로 경인, 충청, 대구경북, 광주전남, 부산경남제주지역협의회를 공식적으로 결성하여 출발하였다.

## 창립 임원
- 회장 : 최영균(한양대학교)
- 부회장 겸 지역회장
  - 김윤수(본부 부회장 겸 경인지역대학홍보협의회장, 아주대학교)
  - 김영수(충청지역대학홍보협의회장, 한남대학교)
  - 정재훈(대구경북지역대학홍보협의회장, 금오공과대학교)
  - 조충기(광주전남지역대학홍보협의회장, 조선대학교)
  - 하승무(부산경남제주지역대학홍보협의회장, 부산외국어대학교)
- 고문 및 이사, 감사
  - 고문 : 김연하(성신여자대학교)
  - 이사 : 고승원(숭실대학교), 조준식(연세대학교), 김영심(이화여자대학교), 윤제환(중앙대학교)
  - 감사 : 김동조(목포대학교[2]

## 주요 사업
- 대학홍보업무의 연구개발
- 대학상호간의 정보 및 자료 개발
- 대학홍보전문가 교육을 위한 사업
- 대학홍보정책 개발[3]